# Hedensted
Hedensted este un oraș în Danemarca.